# ビロードイチゴ
ビロードイチゴ(天鵞絨苺、学名：Rubus corchorifolius)バラ科キイチゴ属の分類される落葉低木の1種。
葉は卵形、又は細長い心形である。だが他のキイチゴ類同様、葉の変異は個体や環境によって変わり、道端などの日当たりがいいところや小さい株では3裂ほどする葉や、毛が少ない株も見られる。
和名は葉にビロードのように細かい毛が生えていることから来ている。
|                  |
| ビロードイチゴ。 |

## 特徴
薄い黄色のような直径1.2〜1.5cmのオレンジ色の集合果をならし、葉脈にそって白い波を打った模様が入る時もある。

## 生態
主に半日陰で風通しが良く乾燥しにくいところを好むが日当たりがいい場所などでも見られる。また茎や葉脈の裏などに棘が生える。主には地下茎、又は種子を使って増え群生することはあまりないが、一株見つかれば近辺に多数分布している可能性が高い。

## 分布
静岡県以西の山などに分布する。